# Louis-Antoine Dubost
Pour les articles homonymes, voir Dubost.

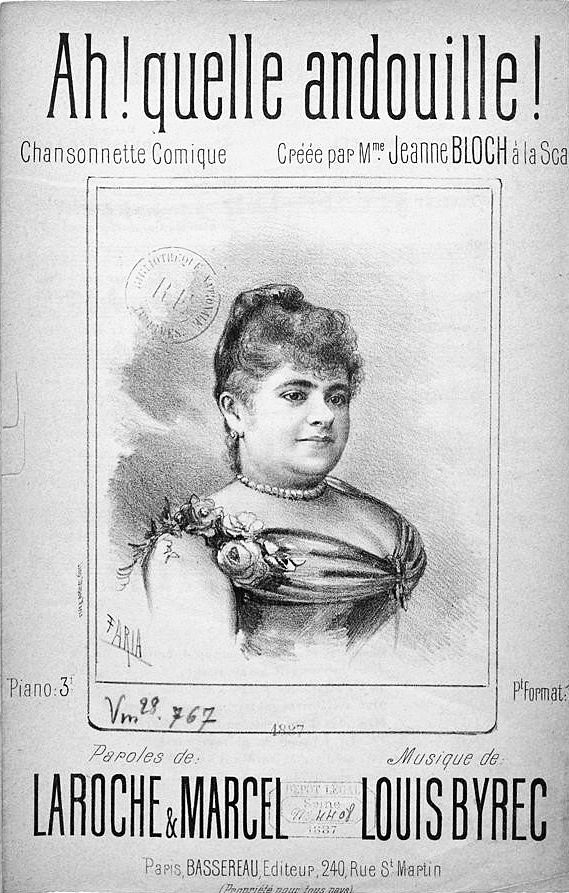
Jeanne Bloch - chansonnette comique, paroles de Laroche et Marcel, musique de Louis Byrec, créée par Mme Jeanne Bloch à la Scala. 1887

Antoine Louis dit Louis-Antoine Dubost, né le 24 janvier 1842 à Bercy (Seine) et mort le 4 janvier 1907 à Vouvray (Indre-et-Loire), est un compositeur et un éditeur de musique français.
Il signe aussi parfois Gustave-Alfred Delabre et surtout sous le nom de Louis Byrec.

## Biographie
On lui doit les compositions des musiques de plus de 700 chansons ainsi que des pièces pour piano, interprétées entre autres par Yvette Guilbert, Berthe Sylva, Aristide Bruant ou Félix Mayol. 
Après sa mort, le tribunal de Grande instance de Paris nomme un administrateur provisoire pour liquider sa succession et en particulier organiser la vente par adjudication de ses droits d'auteur.

## Postérité
Sa chanson la plus célèbre Je suis pocharde est présente sur la compilation Anthologie de la chanson française enregistrée - Les années 1900-1920. 
Il figure également parmi les compositeurs crédités de la musique du film La Règle du jeu en 1939.

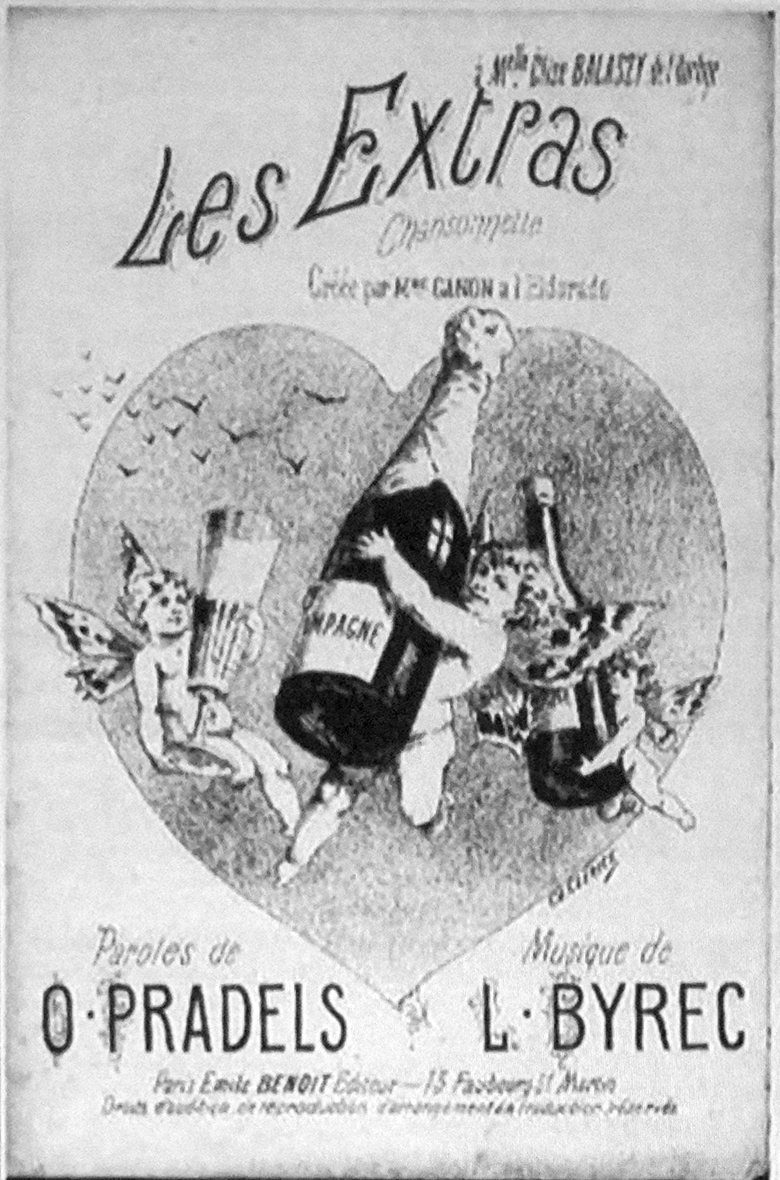
une partition de musique avec Octave Pradels.